# Hypertelis acida
Hypertelis acida är en kransörtsväxtart som först beskrevs av Joseph Dalton Hooker, och fick sitt nu gällande namn av K.Müll. Hypertelis acida ingår i släktet Hypertelis och familjen kransörtsväxter. Inga underarter finns listade i Catalogue of Life.